# Черни бряг
Черни бряг е село в Североизточна България. То се намира в община Антоново, област Търговище.

## Културни и природни забележителности
Традиционен селски събор, провеждащ се първата неделя от август – Илинден.
На няколко километра се намира р. Карадере, която се влива в р. Янтра и един от ръкавите на Стара река. В края и се намира римски мост. Местността е доста живописна.
1. ↑  www.grao.bg